# Чигирик
Чигирик (узб. Chigʻiriq/Чиғириқ) — посёлок городского типа в Ташкентской области Узбекистана. Административно подчинён администрации города Ангрен. В посёлке расположена железнодорожная станция Тойтепа (на линии Ташкент — Ангрен).
Статус посёлка городского типа с 1963 года.

## Население
| 1970 | 1979 | 1989 |
| ---- | ---- | ---- |
| 2486 | 2479 | 2929 |